# Mogens Boisen
Mogens Peter Mynster Boisen (født 15. februar 1910 i Viborg, død 22. juni 1987) var en dansk oversætter, oberstløjtnant og leder af Hærens Brevskole.
Han var søn af herredsfuldmægtig, cand.jur. Eivind Mynster Boisen (død 1919) og hustru Ellen f. Tolderlund (død 1969), blev student fra Sorø Akademi 1927, premierløjtnant 1932, oberstløjtnant og chef for 6. bataljon 1951 og til rådighed for hærstaben og chef for Hærens Brevskole 1952. Han tog afsked fra linjen og kom i nr. i reserven 1968.
Diverse tjeneste- og studierejser i udlandet. Forfatter af en række militærvidenskabelige arbejder.
Oversættelser, kronikker, essays m. v. Redaktør af Levende Litteratur (s. m. Jørgen Budtz-Jørgensen) 1953-60. Tildelt Det krigsvidenskabelige Selskabs prismedalje i 1939 for en strategisk afhandling, Hegel-prisen 1967, Dansk Oversætterforbunds ærespris 1972 samt et antal legater. Han var Ridder af 1. grad af Dannebrog.
Han var gift med Elena f. Stoiloff, f. 13. februar 1924 i Rom, datter af kgl. bulgarsk gesandt S. Stoiloff (død 1941) og hustru Nadja f. Zenoff.

## Litterær virksomhed
Mogens Boisen var enormt produktiv som oversætter, og gennem sin karriere oversatte han mere end 800 værker til dansk fra engelsk, fransk, tysk, norsk og svensk. Hans oversættelser bredte sig fra fagbøger til underholdningsromaner, og videre til en række af litteraturens hovedværker. Han modtog flere udmærkelser for sit arbejde og fra 1980 en livsvarig ydelse fra Statens Kunstfond. Mest kendt er han for sin oversættelse af et af litteraturens hovedværker, Ulysses af James Joyce
Alle Mogens Boisens oversættelser ejes og administreres af Lindhardt og Ringhof.

## Udvalgte oversættelser foretaget af Mogens Boisen
- Pierre Boulle – Abernes planet
- Pierre Boulle – Broen over floden Kwai
- Lewis Carroll – Alice i Eventyrland
- Geoffrey Chaucer – Canterbury-fortællingerne
- Arthur C. Clarke – 2001: en Odyssé i verdensrummet
- Joseph Conrad – Nostromo
- Joseph Conrad – Forlis
- Michael Crichton – Truslen fra det ukendte
- Ken Follett – De fem løvers dal
- Ken Follett – Manden fra Sankt Petersburg
- Ken Follett – Operation Ørneflugt
- Ken Follett – Nøglen til Rebecca
- Sigmund Freud – Hverdagslivets psykopatologi
- Sigmund Freud – Forelæsninger til indføring i psykoanalysen
- Sigmund Freud – Drømmetydning
- Saxo Grammaticus – nudansk genfortælling af Saxos Danmarkshistorie
- Günther Grass – Kat og mus
- Günther Grass – Bliktrommen
- Günther Grass – Lokalbedøvet
- Ernest Hemingway – Øen og Havet
- Hermann Hesse – Glasperlespillet
- Hermann Hesse – Sol og måne
- James Joyce – Ulysses (et værk, Boisen aldrig holdt op med at arbejde med)
- Carl Jung – Det ubevidste
- Alexander Kent (pseudonym for Douglas Reeman) – De Stolte Skibe (eng. To Glory We Steer)
- Alexander Kent (pseudonym for Douglas Reeman) – Vejen til Mytteri (eng. Passage to Mutiny)
- Alexander Kent (pseudonym for Douglas Reeman) – I Slagorden (eng. Form Line of Battle!)
- André Malraux – Antimemoirer
- Ayn Rand – Og verden skælvede
- Thomas Mann – Doktor Faustus
- Thomas Mann – Felix Krull: en svindlers bekendelser
- Ellis K. Meacham – Kaptajnen fra Bombay (eng. The East Indiaman) - nr. 1 af 3 i serien om søhelten Merewether
- Ellis K. Meacham – Flåden fra Bombay (eng. On The Company's Service) - nr. 2 af 3 i serien om søhelten Merewether
- Ellis K. Meacham – For Konge og Kompagni (eng. For King and Company) - nr. 3 af 3 i serien om søhelten Merewether
- Herman Melville – Moby Dick
- James A. Michener – Hawaii
- Henry Miller – Smilet ved stigens fod
- Henry Miller – Breve til Anaïs Nin
- Robert Musil – Manden uden egenskaber
- Vladimir Nabokov – Lolita
- Vladimir Nabokov – Konge, dame, knægt
- V.S. Naipaul – Blandt de rettroende: en islamisk rejse
- Salman Rushdie – Midnatsbørn
- Salman Rushdie – Skam
- Virginia Woolf - Flush
- Pu Yi – Jeg var kejser af Kina: fra himlens søn til det nye menneske
- 1001 Nats Eventyr, bind I-XVI

## Medlem af DNSAP
- Ifølge Bovrup-kartoteket indmeldte kaptajnløjtnant M. Boisen sig i DNSAP den 26. juni 1940[1].

## Fodnoter
1. ↑  "Bovrup kartoteket". Arkiveret fra originalen 26. november 2010. Hentet 28. marts 2007.